# Chèo chẹo Hodgson
Hierococcyx nisicolor là một loài chim trong họ Cuculidae.